# Fimbristylis triflora
Fimbristylis triflora är en halvgräsart som först beskrevs av Carl von Linné, och fick sitt nu gällande namn av Karl Moritz Schumann och Adolf Engler. Fimbristylis triflora ingår i släktet Fimbristylis och familjen halvgräs. Inga underarter finns listade i Catalogue of Life.